# Kochanovce (okres Bardejov)
Kochanovce jsou obec na Slovensku v okrese Bardejov. Žije zde 261 obyvatel, první písemná zmínka pochází z roku 1377. V obci se nachází také hřbitov a na něm zvonice.